# Calle

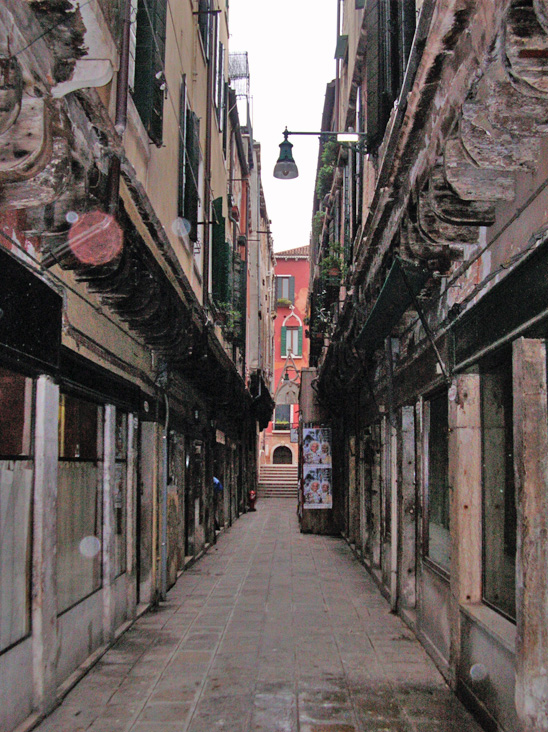
La Calle del Paradiso, nella zona di Santa Maria Formosa a Venezia

La calle (plur. calli) è la tipica via veneziana, incassata tra due file continue di edifici adibiti ad abitazione anche con negozi e laboratori al pian terreno. Invece le strade che costeggiano un canale vengono definite fondamente. Il termine calle deriva dal latino callis che significa "viottolo" o "sentiero". Nell'antico volgare assunse anche il significato di "camino" o "passaggio" (p.e. in Dante, Inferno: …pianeta / che mena dritto altrui per ogne calle.) o anche "atto del procedere". In questa accezione è ancora usato da Leopardi (…allor che ignudo e solo / per novo calle a peregrina stanza / verrà lo spirto mio).

## Caratteristiche
La larghezza delle calli è estremamente variabile: si va da misure inferiori al metro delle calli più strette, che spesso per questo sono chiamate callétte, fino ai tre o quattro metri o anche oltre di quelle più ampie, denominate spesso calle larga.
Anche la lunghezza delle calli è molto variabile: si va dai pochi metri fino alle calli lunghe che possono estendersi anche per qualche centinaio di metri, con un percorso talvolta tortuoso.
La definizione come calle non è strettamente obbligatoria infatti alcune calli lunghe, storicamente importanti per le numerose attività commerciali che vi si affacciano fin da tempi remoti, sono denominate con l'arcaico termine ruga o rugheta come la Rugagiuffa a Santa Maria Formosa e la Ruga Rialto, Ruga dei Oresi o Rugheta del Ravano a Rialto.
Con l'altro termine salizada (tradotto spesso ma impropriamente come selciata, in realtà nell'uso comune il termine salizo e derivati comprende le pavimentazioni in cotto o quelle in pietra) vengono denominate alcune calli larghe di importanza speciale. Il nome sta a indicare il fatto che in epoche passate queste strade proprio grazie alla loro importanza furono tra le prime a venir pavimentate dalla fine del Trecento con mattoni di cotto disposti a spina di pesce. Prima, come il resto delle calli e dei campi, erano lasciate in terra battuta. Dalla fine del Seicento i mattoni vennero sostituiti con i caratteristici "masegni" (letteralmente: macigni), blocchi di pietra trachitica oggi usate pressoché ovunque in città. Dell'antica pavimentazione in cotto resta qualche esempio isolato come i campi antistanti alla Chiesa della Madonna dell'Orto e alla scuola della Misericordia vecchia però falsificati nell'Ottocento dall'inserzione delle squadrature in grigia trachite anziché la bianca pietra d'Istria.
Alcune calli cieche o secondarie, la cui unica funzione è consentire l'accesso alle abitazioni che vi si affacciano, vengono denominate ramo.
Con l'altro termine rio terà vengono definite alcune strade ottenute dall'interramento dei canali, pratica disgraziatamente incentivata nel XIX secolo, ma praticata occasionalmente già dal XII secolo; gli interventi più antichi di cui resta memoria nella toponomastica veneziana sono il Rio terà San Vio (poco prima del 1408) a Dorsoduro e il Rio terà del la Maddalena (1498) a Cannaregio.
A Venezia, l'odonomastica delle calli è alquanto varia: molte prendono il nome di qualche personaggio famoso che spesso aveva case o palazzi nella zona (es. Calle Foscarini), altre richiamano l'antica o attuale vicinanza a una chiesa o un convento (p.e. Salizada San Cancian, Calle drio la Chiesa, Calle de le Muneghe) oppure si riferiscono a mestieri o attività che un tempo ivi erano praticati o concentrati (Calle del Forner, Calle dei Fabbri, Calle del Squero) e in qualche caso anche a semplici persone comuni che vi risiedevano o vi operavano e che per un motivo o per l'altro avevano acquistato una certa fama locale (p.e. Rio terà Barba Frutariòl cioè Rivo interrato Zio Fruttivendolo). In pochi casi le attività svolte venivano ritenute così rilevanti de diventa l'unica definizione delle calli: abbiamo così, la Spadaria per i fabbricanti di spade, la Frezzaria per i fabbricanti di frecce, le Mercerie per i merciai e la Casselleria per l'antica specialità veneziana nella produzione di preziosi cofanetti nuziali in osso o avorio oppure in pastiglia. Il nome delle calli talvolta non è univoco: per esempio, in città esistono diverse Calle San Doménego, Calle della Chiesa, Calle de l'Ogio, ubicate in sestieri differenti.

## Le calli al di fuori di Venezia
Le calli non sono una peculiarità esclusiva del centro storico di Venezia ma sono presenti in tutti i centri della laguna, urbanizzati in tempi storici, quali Chioggia, Malamocco, Burano, Murano, ecc.
Sono tuttora denominate "calli" le strade di molte città di impronta veneziana: troviamo quindi calli nel centro di Muggia (provincia di Trieste), Mestre, Caorle, Garda, Lazise, Grado e Loreo. Una particolarità è presente ad Arsiero (VI) con la storica via Pria Calle.
Il termine calle rimane anche talvolta in molti centri dell'antico dominio veneziano nell'Adriatico orientale (in Istria e Dalmazia). Per esempio la strada principale di Zara, in Dalmazia, è ancor oggi denominata, in croato, Kalelarga.

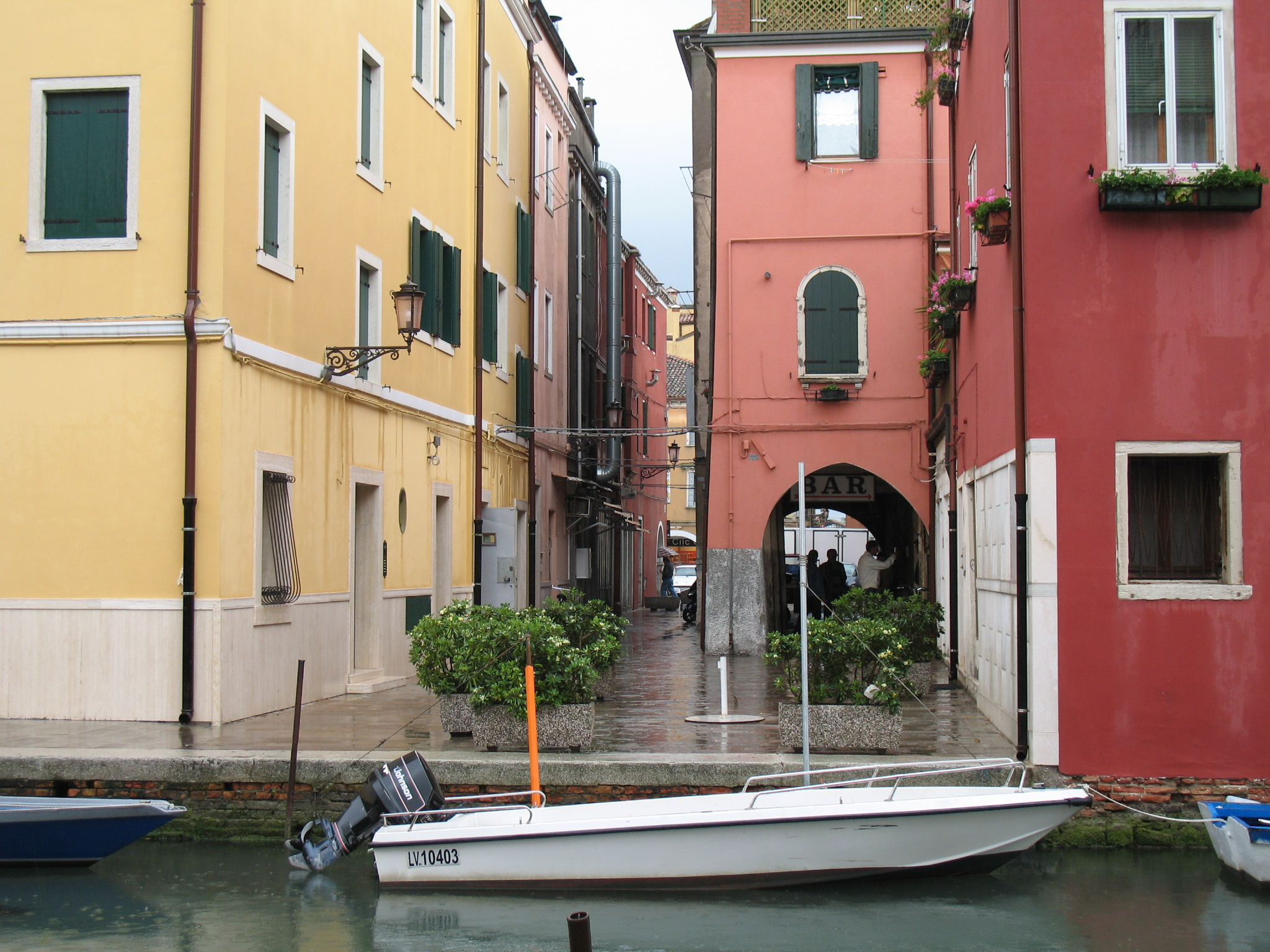
Una calle a Chioggia
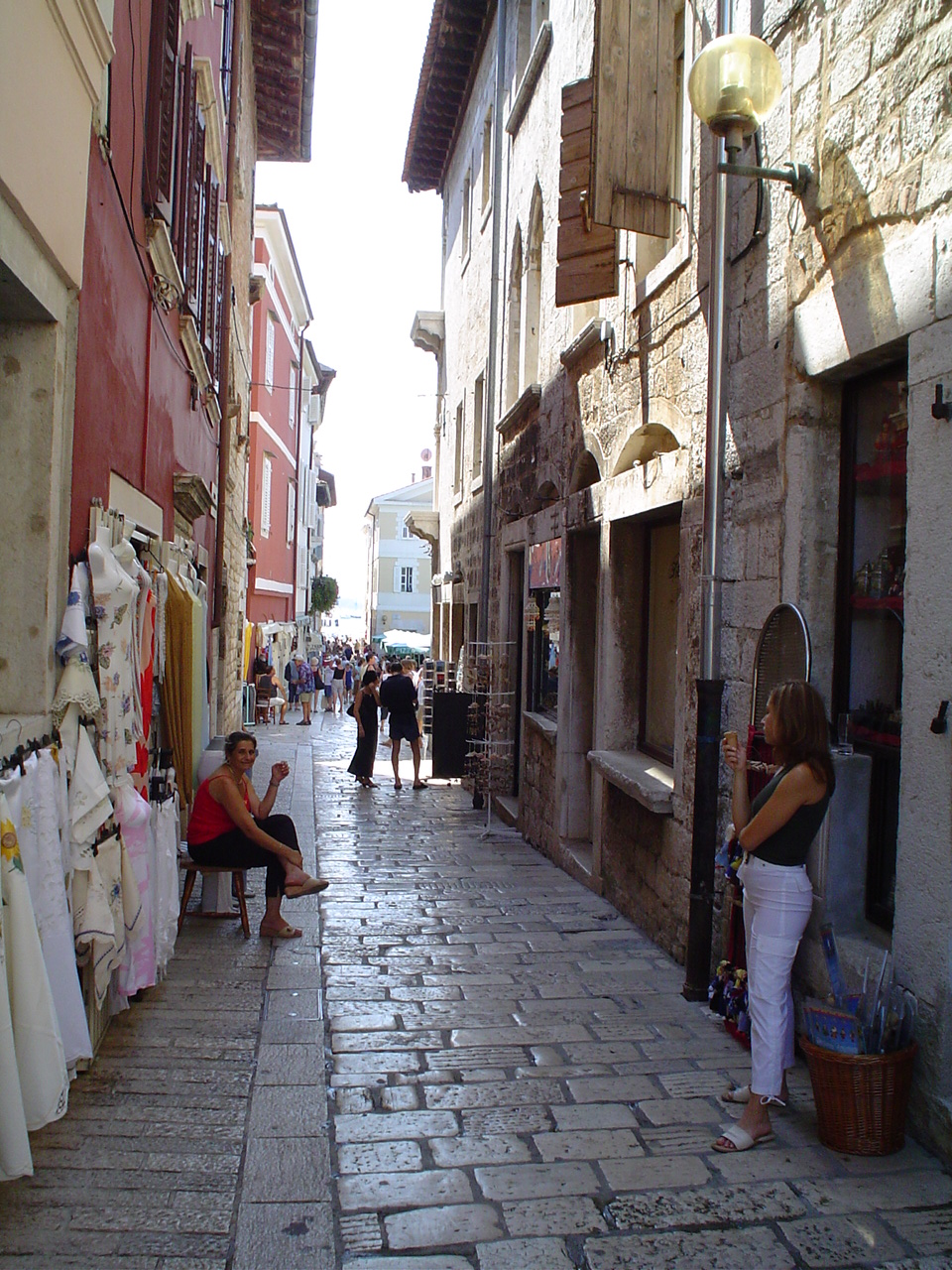
Una calle a Parenzo
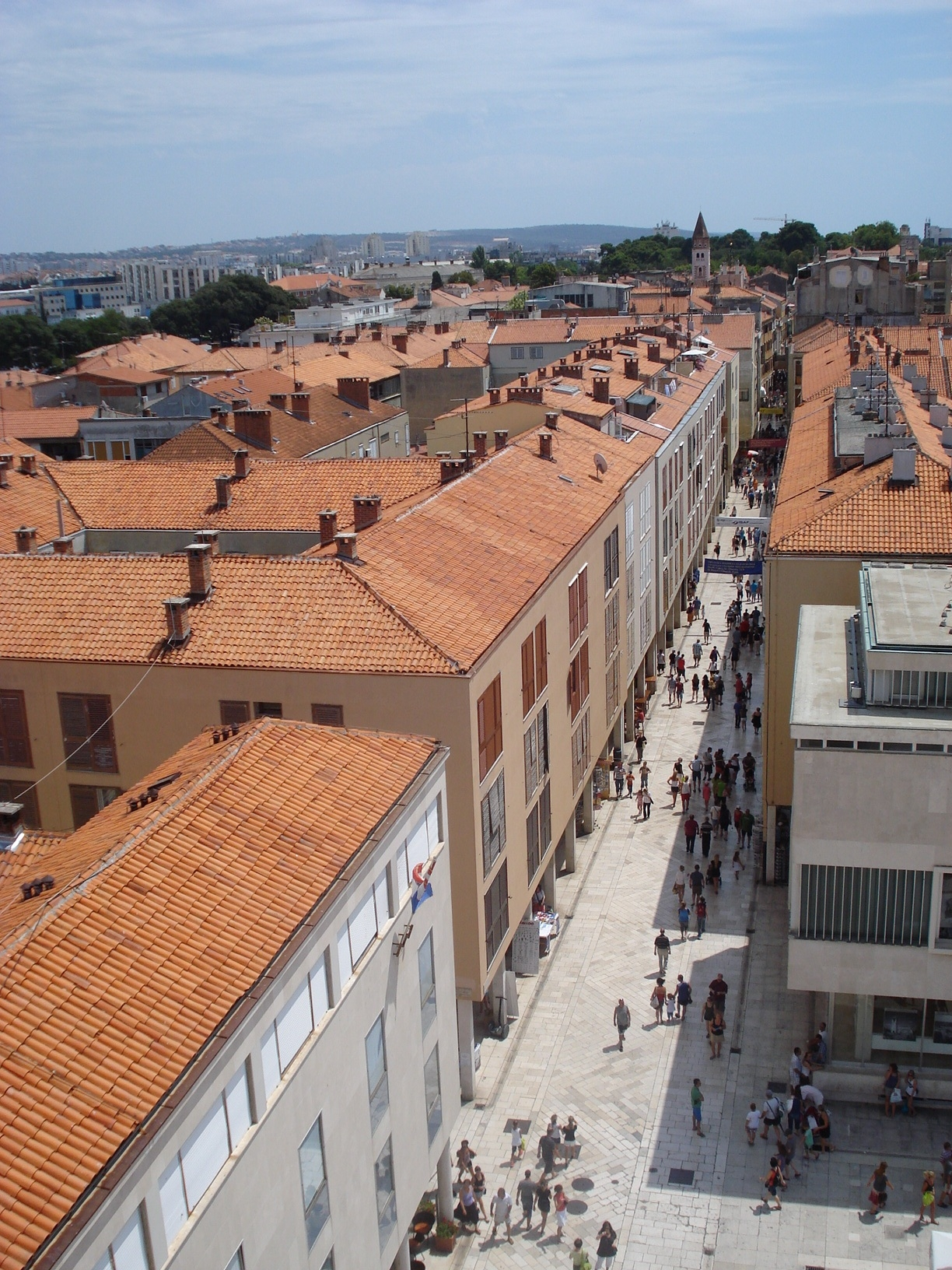
Kalelarga a Zara